# Kongotetra
Kongotetra (Phenacogrammus interruptus) är en lite större stimfisk som är populär som akvariefisk.
Hannar blir upp till 8 cm lång och honornas maximala längd är 6 cm. Arten passar till sällskapsakvarier.
Kongotetran är en utpräglad stimfisk och bör inte hållas i grupper på mindre än sju individer.
Ett väl planterat växtakvarium med en del fria simytor är bäst, då de gillar att såväl ha skydd som att ha fria simytor. 
Hanarna har längre rygg- och stjärtfenor, och starkare färger. Honorna är litet mindre, har kortare ryggfena samt är litet fylligare om buken.
Som akvariefisk vill kongotetran inte ha ett mindre akvarium än på cirka 100 liter. Ett långt akvarium är att föredra då dessa fiskar gillar att simma längre sträckor. Kongotetran håller ihop i sitt stim väldigt bra. Den är ganska lugn och inte direkt lättskrämd. Den är anspråkslös när det gäller fodret, äter gärna flingfoder, men gillar mygglarver, vattenloppor och liknande foderdjur.
Kongotetran förekommer i Kongo-Kinshasa i avrinningsområdet av Kongofloden inklusive Malebodammen.
I naturen äter arten vattenlevande maskar, insekter, kräftdjur och växtdelar. Honan lägger upp till 300 ägg per tillfälle som kläcks efter cirka 6 dagar.
Flera exemplar fångas och hölls som akvariefisk. Hela populationen anses vara stor. IUCN listar arten som livskraftig (LC).